# レチノイド
レチノイド(Retinoid)は、ビタミンAに由来する点や、化学構造や機能の点で、同様の物質の種類を指す。すべてのビタミンA誘導体や、機能や化学構造の点でビタミンAに類似した合成化合物を指す。体内ではレチノイド受容体に結合する。一部はニキビや光老化、また特定の悪性腫瘍といった皮膚疾患の治療に承認された医薬品で、これ以外では主に美容を目的として化粧品に配合されている。主なものに医薬品としてはトレチノインやアダパレン、化粧品ではシワ改善作用の効能表示が承認されたレチノール、パルミチン酸レチノールといったものがある。
レチノイド外用薬では、乾燥や痒み、紅斑、皮が剥けるといったレチノイド反応（ビタミンA反応）が起こることがあり徐々に使用量を増加させていく必要がある。刺激の少ないレチノイドに変更したり、使用頻度を減らすこともできる。光感受性が高まるため過剰な太陽光への曝露を避け、日焼け止めの使用が推奨される。レチノイド内服薬では、最大の懸念は催奇形性で、妊婦では禁忌となる。

## 機序
レチノイドは主に、レチノイド結合タンパク質とレチノイド核内受容体に結合する。そのことで細胞の増殖や分化に関する遺伝子の発現に関わっている。
紫外線防護作用がある。皮膚の色素を薄くする作用もある。

## レチノイドの世代や種類
第一世代レチノイドは天然に存在する非芳香族であり、レチノール、レチナール、イソトレチノイン、アリトレチノインがある。
レチノイドの合成は1955年が初。
第二世代は、モノ環芳香族化合物で油に溶解し、アシトレチン、その活性代謝産物のエトレチナートなどが含まれる。内服薬としてのレチノイドでは、1972年にエトレチナートが初めて用いられ血中半減期は120日と非常に長い。
第三世代レチノイドは、多環芳香族でアダパレン、タザロテン、ベキサロテンが含まれる。トレチノインでは太陽光や（ニキビ治療に使う）過酸化ベンゾイルによって徐々に分解されるが、アダパレンではそうならない。ベキサロテン。
- 天然 レチノール、パルミチン酸レチノール、酢酸レチノール、トレチノイン、イソトレチノイン、アリトレチノイン（英語版）[2]
- 合成 アダパレン、タザロテン（英語版）[2]

## 適応
外用薬としてトレチノイン、タザロテン、アダパレンは、米国で尋常性痤瘡（ニキビ）に承認された医薬品である。内服薬としてのイソトレチノインも同じ適応症がある。
アリトレチノインは、ステロイド外用薬の治療に反応しない慢性で重症の手湿疹に欧州で承認されており、18歳未満への使用は推奨されていない。
トレチノインとタザロテンは光老化皮膚の治療に承認されている。ベキサロテンは皮膚T細胞性リンパ腫の治療に承認されている。
また美容を目的としたトレチノインのクリームは、1990年代以降に長期間にわたる数百人規模のランダム化比較試験 (RCT) が実施されるようになり、細かい・荒いシワ、斑点状の色素沈着、たるみなどの改善を示している。
処方薬としてのトレチノインは1969年から用いられてきており、受容体に結合しレチノイン酸の活性を示すことで、細胞増殖や分化を促す。一方で、頻繁に起こる副作用は適用部位の皮膚刺激や紅斑、皮むけである。レチノイド外用薬では頻繁に皮膚の発赤やフケ様の落屑が起こることが多く、治療を中断してしまうことが最大の問題となっており、第三世代の合成レチノイドであるアダパレンでは受容体への選択性によってこの副作用を改良している。

### 一般的な使用
処方薬ではないレチノイン酸の前駆体として、レチノールはトレチノインほど強力ではないが皮膚刺激も少ない。それでもまだレチノールは皮膚に刺激を与え乾燥させ赤くしやすく、このことが人々にレチノールを敬遠させる原因となる。またレチノールは不安定な化学物質であり（紫外線によって分解する）、パルミチン酸レチノールのような活性がより少ないが化学物質として安定した成分も用いられている。副作用の点を抑えて代謝が容易で活性を持ちやすいレチノイドには、レチナールがある。光学的安定性や皮膚への刺激性に加えて、レチノイドの毒性に対する懸念があり、こうした点を改良したヒドロキシピナコロンレチノアートのような新規のレチノイドが開発されてきた。化粧品化学者のマーク・コーネルによれば、レチナール、パルミチン酸レチノール、ヒドロキシピナコロンレチノアートでは皮膚刺激性の副作用が抑えられている。
処方薬以外では、抗老化（アンチエイジング）のために化粧品に配合され普通に購入することができ、光老化への効果についてはトレチノイン以外では科学的証拠は少ない。パルミチン酸レチノールの日焼け止めはSPF20程度の効果がある。
レチノールを外用したRCTでは、細かなシワが改善されコラーゲン産生が増加し、この研究の実施者は改善がはっきりと分かるまでには2-3か月の使用を推奨している。日本で、レチノール（純粋レチノール）のシワ改善作用の効能表示が承認されている。
外用する際、レチノールでは紅斑を生じさせないが、レチノイン酸は強く紅斑を生じさせ、共に皮膚を厚くする。皮膚の健康的な厚みを増すことは、理論的には紫外線によって皮膚にシミができることの対策になる。レチノイン酸はケミカルピーリングにも使われ、とりわけ初めて使った時であり、慣れると（レチノイド反応を参照）その効果はなくなる。
エンビロンは、コラーゲン誘導療法の先駆者としても知られるデスモンド・フェルナンデスが開発したスキンケア製品で Aesthetic Everything Awards 2018のトップメディカルスキンケアカンパニーを受賞、英語圏の美容雑誌 Allure（アルーア） が2018年に六大ドクターズコスメのひとつとした、ビタミンAとCとE、ヒアルロン酸やペプチドを用いたもので、ビタミンAについては適切な投与量を研究しレチノイド反応を避けて良い結果を出すための段階的なシステムを持っている。レチノイドでは、主にパルミチン酸レチノールや酢酸レチノール、レチノールが配合されている。

化学構造。

上から、レチニルステル、レチノール、レチナール、レチノイン酸へと1ステップごとに変換される。

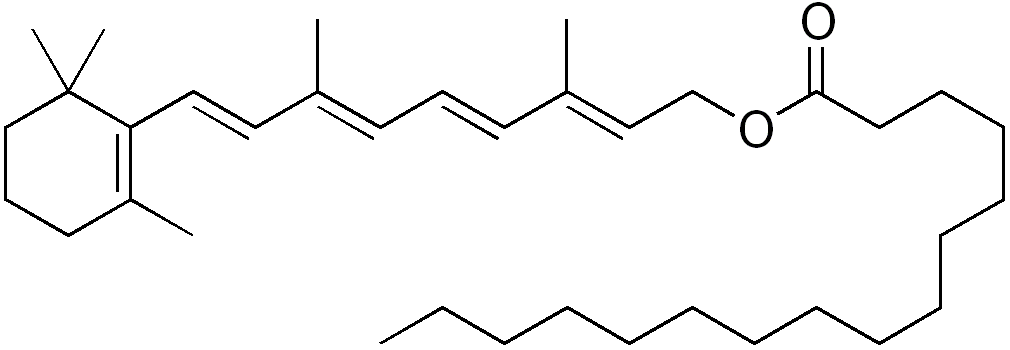
パルミチン酸レチノール（レチニルステル）。

酢酸レチノール（レチニルステル）。

フェルナンデスによれば、この刺激性の強さは、レチノイン酸(最も強い5)から、レチノール(3)、レチナールや酢酸レチノール(2)、パルミチン酸レチノール(1)としている。ヒトの皮膚ではレチノールは、主にこのパルミチン酸レチノールの形で蓄えられている。皮膚からの浸透性ではパルミチン酸レチノールより酢酸レチノールの方が高い。

### ほかの内服薬
乾癬・角化症治療薬としてエトレチナート（商品名チガソン）が先に発売している。かつて治療薬が不在であった急性前骨髄性白血病（APL）の第一治療薬としてオールトランスレチノイン酸 (ATRA、商品名ベサノイド) が開発された。
国内ではエトレチナートが1985年に、ベサノイドが希少疾病用医薬品として1995年に承認され、どちらも日本ロシュ（現:中外製薬）が輸入販売を行っている。急性前骨髄性白血病の第二選択薬としてタミバロテン（商品名アムノレイク）が希少疾病用医薬品として、東光製薬によって開発され、2005年に日本新薬から発売されている。エトレチナートは催奇性というハイリスクな副作用から、1990年代に北米で発売が中止され、先進国では日本でしか使われていない。
これらの製剤は催奇性をはじめとする警告があるため劇薬指定である。
特にエトレチナートは脂溶性が強く、体内に長期間蓄積されることから、服用後から最低2年間は男女とも妊娠につながる性行為と、献血をしてはならない事となっている。処方に当たって医師からの説明の上、同意書を交わす。閉経前の女性に対しては、妊娠検査を行い、妊娠していないことを確認される事もある。そして薬剤師の問診・確認を済ませて初めて処方されることとなっている。
一方、ベサノイドとタミバロテンは抗腫瘍薬としてたいへん高濃度のレチノイン酸で組成され、重篤な副作用として呼吸不全などの「レチノイン酸症候群」があるため、緊急時に十分処置できる医療施設及び化学療法に精通した医師の下で使用する事となっている。期間は短いものの、服用前後一定期間の妊娠・性交が禁じられている（日本における献血は現在、悪性腫瘍の既往歴がある者はできない）。

## 副作用
うつ病など気分に対するイソトレチノイン（内服薬）の影響は、米国で1982年に製品ラベルに掲載されることになったが、適応症であるニキビが自己イメージに影響を与えることから議論となっており、影響の解明のための大規模な比較試験が必要とされている。
紫外線への感受性の高まりは使用初期に起こりやすく、過剰な日光への暴露を避け日焼け止めの使用が推奨されるが、数か月も経過するとこの反応は正常に戻る。副作用ではないが、改良が施される前の世代の伝統的なレチノイドは光学的な安定性が改良されていないため、紫外線によって分解するため一般に夜に使用するよう指示される。

### レチノイド反応
レチノイド外用薬によるレチノイド皮膚炎とかレチノイド反応と呼ばれる副作用は、多いレチノイドに身体が慣れていない際に、乾燥や痒み、紅斑、皮が剥けるといった反応が起こることであり、このため徐々に使用量を増加させていく必要がある。アダパレン、レチノール、レチナールよりもトレチノインやタザロテンで起こりやすい。レチノイド反応が起きた場合、刺激の少ないレチノイドに変更したり、使用頻度を減らす。
デスモンド・フェルナンデスによれば、敏感な場合500IUに相当するビタミンAを2-3日に1度塗布するのが最適でそれでも反応があれば1時間後に洗い流すこともでき、あるいはビタミンAのサプリメントを使うこともでき段階的に慣らすことで最初敏感であっても高用量のビタミンAでも使用できるようになる。敏感な理由は、太陽光のダメージによってレチノイド受容体が減少しているためだと考えられる。ビタミンAとしての効力を表すには1グラムあたりの濃度を表すIUという国際単位がありIUの数値が同じであれば効力は同等であるが、%では物質ごとに違う効力の違いを表すことはできない。

### 催奇形性
レチノイド内服薬の最大の懸念は、催奇形性であり、米国で承認された内服薬は胎児危険度分類で催奇形性が強いことを意味する「X」に分類される。すなわち妊婦では禁忌となる。

## 構造
レチノールが酸化するとレチナールへ、レチナールが酸化するとレチノイン酸となる。皮膚に塗布されたレチノールは主にパルミチン酸レチノール（レチニルステル）へと変換されごく一部はレチナールとなり、塗布されたレチナールは、主にエステル基を持つレチニルステルとなり、ごく一部がレチノイン酸となる。

## 関連人物
- 高瀬幸子